# Henri Debras
 (avril 2025).
 (janvier 2022).
 (août 2020).
Pour les articles homonymes, voir Debras.
Henri Debras, né à Cointe le 7 août 1925 et mort le 20 décembre 2022 à Herstal, est un architecte belge.

## Biographie
Lors de la Première Guerre mondiale, sa famille s'exile au Canada. C'est comme cela que sa mère fait ses études à Montréal et qu'elle apprend l'anglais. Elle a une fibre artistique (musique et peinture) mais ne la transmet pas à ses enfants. Pourtant, ils en sont imprégnés : Henri dessine depuis son plus jeune âge. Il est le fils ainé d'une famille de sept enfants et a un frère et cinq sœurs. Cependant, il ne garde pas beaucoup de contacts avec sa famille à la suite de ses nombreux voyages. Son adolescence est marquée par la Seconde Guerre mondiale. Lorsqu'elle éclate, il a 15 ans. La famille aide aux refuges de personnes. Il est également entré dans la résistance.
En 1942, il s'inscrit à l'école Saint-Luc en architecture. Mais son père se désintéresse de ses études, il aurait préféré qu'il fasse médecin ou notaire. Il s'engage comme volontaire dans l'armé interrompant son cursus. A son retour, il passe un examen pour pouvoir continuer ses études qu'il finit en 1950.
Une fois ses études terminées, il se marie. Il a deux enfants, une fille Michelle et un garçon Philippe. La petite famille déménage beaucoup à cause de son métier d’architecte mais elle reste tout de même dans la vallée mosane.

### Fonctions
Henri Debras est un architecte diplômé de l'École Saint-Luc en 1950. Il va directement plonger dans le mouvement Moderne.
Il fait son stage chez Roger Bastin qui lui apprend tous ses principes de conception. Il est également amené à collaborer avec de nombreux autres architectes au cours de sa carrière. Tout d'abord avec Fernand Brunfaut et Adrien Blomme. Ensuite, il collabore avec le groupe EGAU notamment pour la construction de la plaine de Droixhe. Et enfin, avec Jules Mozin pour la maison Derwael.
Par la suite, il préfère travailler seul pour pouvoir choisir ses projets et diversifier sa pratique architecturale. En 1958, il fonde son bureau personnel.
En 1970, il participe au projet du Sart Tilman avec Claude Strebelle.
Il est membre de la Commission royale des monuments, sites et fouilles. Ses projets emblématiques de restauration sont le château de la Tourette, le château des Waleffes et l'église Saint-Barthélemy.
Henri Debras enseigne dans trois grandes écoles d’architecture :
- Marie-Thérèse de 1955 à 1964 : à l'âge de 30 ans, un de ses anciens professeurs lui propose de donner cours à Marie-Thérèse. C'est une école de filles et il n'a pas de programme. Il décide donc de leur apprendre à être des secrétaires architectes et leur fait découvrir la culture.
- Saint-Luc, section « design », de 1964 à 1968 : la nouvelle section de « Design industriel » doit passer devant un jury pour être acceptée. Cependant elle ne l'est pas. Madame Cressonières, figure importante du jury, oblige Henri Debras à enseigner cette matière pour autoriser l'ouverture de la section.
- Lambert Lombard de 1974 à 1982 : quelques années après Saint-Luc, il enseigne à l’Institut supérieur d’architecture et d’urbanisme. Il donne trois cours par intermittence. Un cours d’esthétique urbaine, un cours d’étude et de projets d’architecture et enfin un cours de conservation et de promotion du patrimoine architectural.

## Projets

### Réalisations majeures

#### Maison Devetter 1954
Cette maison est la première réalisation de Henri Debras alors qu’il est toujours stagiaire chez Roger Bastin. Elle est destinée à un de ses amis d’enfance. La maison représente bien les idées d’après-guerre. Il a l’autorisation pour commencer le chantier mais il doit l’arrêter pour cause d’une esthétique moderniste qui ne plait pas et qui n’est pas comprise. Henri Debras fait donc une deuxième demande de permis qui est finalement acceptée.
En 1956, il obtient même le troisième prix du concours Van de Ven.
Le choix d'implantation du projet est dû au terrain et à son orientation. La parcelle est coincée dans un angle entre deux rues. Le bâtiment est parallèle à une des deux rues et un chemin mène à la porte d’entrée. La maison a une volumétrie simple sur deux étages avec une toiture à faible pente. Les pièces de vie sont à l’étage avec les pièces de nuit. Les chambres sont rassemblées du côté ouest, le séjour et le bureau sont du côté sud et la cuisine et la salle de bain sont du côté nord. Au sous-sol se trouve le garage, une chaufferie ainsi qu’une salle de jeux.

#### Maison Derwael 1954
Cette maison fait partie d’un ensemble de deux maisons avec la maison Frans imaginée par Charles Calier. Elles sont situées sur une crête avec une vue sur un paysage magnifique qui est la vallée de Liège.
La maison Derwael construite en ossature métallique est une des plus intéressantes de la région.
Il exploite la pente du terrain avec un parallélépipède suspendu à des colonnes et en porte-à-faux. Les parois extérieures sont des panneaux. Cette construction est fort inspirée d’une maison de Mies van de Rohe : la maison de Verre sur la colline.
L'intérieur est organisé en fonction du séjour. Ce dernier est placé au bout du volume pour profiter de la vue et il se termine par une terrasse pour encore plus de relation avec la nature.

#### Maison Driesmans 1956
La maison Driesmans est une habitation unifamiliale incluse dans un ensemble de deux bâtiments. Elle se situe sur une crête de carrière. Cette habitation se fonde parfaitement dans le paysage tant au niveau de la volumétrie que des matériaux. Elle associe la maçonnerie de moellons avec un enduit blanc.
Ce bâtiment suit les principes de l’œuvre de Roger Bastin. C’est avec lui que Henri Debras va découvrir le concept d’ « architecture humaine ».
Ce bâtiment est orienté selon l’axe est-ouest et  son plan est inversé pour être en accord avec la double pente du terrain.
Au niveau de la voirie se trouvent une chambre, un bureau et un garage tandis qu’au niveau du jardin se trouvent les pièces de vie.
Le système d'une volumétrie échelonnée et des toitures à faible pente permettent l’ouverture des pièces vers le sud-est ainsi que vers la végétation aux alentours. Ce bâtiment donne un sentiment de légèreté.

#### Maison Moniquet 1957
Les Moniquet sont des amis des Driesmans, ils engagent également Henri Debras pour leur maison. Cette dernière se trouve à côté de celle des Dreismans, Debras peut par conséquent articuler les deux projets de manière que chacun puisse profiter au maximum des qualités de son terrain.
L'implantation est choisie au point bas de la parcelle pour pouvoir profiter de la vue du site. De plus, le terrain est plutôt plat à cet endroit. Il y aura donc deux volumes : Le premier sur un étage avec le garage et l’entrée face à la rue et le deuxième sur deux étages avec au rez-de-chaussée la pièce de vie et à l'étage les chambres. Les lieux de vies sont tournés vers la vallée.
La typologie et les matériaux font sentir une influence Corbuséenne. Cependant, on sent aussi la volonté de rapport entre l’habitat et la nature propre à Debras.

#### Maison Mardaga 1959
Il y a une forte inspiration des fermes hesbignonnes. Cette habitation se compose de deux volumes échelonnés sur un terrain légèrement en pente vers le sud. Le cabinet dentaire s'étend sur un étage au niveau de la voirie. La maison est en recul par rapport à l’alignement de la rue. Chaque partie a sa propre entrée pour bien différencier les deux.
Le salon est largement ouvert du côté de la rue pour des raisons d’orientation. Pour garder tout de même une intimité, un mur-écran est installé. Le jardin est un peu surhaussé.
Les façades sont en briques peintes en blanc et les ouvertures sont toutes de tailles différentes en fonction des espaces intérieures. Ce sont de véritables compositions géométriques.

#### Maison Pinon 1960
Monsieur Pinon, également un ami des familles Driesmans et Moniquet, fait aussi appel au service de Henri Debras pour sa maison. La parcelle se situe à Huy sur un terrain en pente cadrée entre des routes. En contrebas de la parcelle, il y a des anciens vignobles. La vue depuis cette parcelle est splendide.
L’accès jusqu’à la maison est particulièrement travaillé. Un escalier réalisé par Greisch permet d’arriver à la porte d’entrée qui est surélevée. C’est une vraie prouesse technique : il semble flotter. On sent toute la réinterprétation de la poésie des lieux.
Le living est complètement ouvert sur la vallée avec une terrasse en prolongement. Le hall d’entrée joue le rôle de distribution des fonctions et mène à la cage d’escalier. Le niveau inférieur où se trouvent les chambres jouit tout autant de la vue vers le paysage.

#### Maison Baguette 1962
Monsieur Baguette est un ami de la famille Moniquet. Il sollicite donc aussi Debras pour son projet au Bois du Rognac. Une parcelle pleine d’arbres et de végétation, c'est ce qui donne toute la sensibilité au lieu. La maison se glisse au milieu de la nature qui est protégée de la route. La volumétrie est la plus basse possible pour une intégration parfaite au site.
L’implantation est dépourvue d’orthogonalité. On a l’impression qu’elle se replie sur elle-même.
Le premier volume comprend l’entrée et le séjour. Dans le deuxième volume se trouvent les pièces intimes. Un troisième volume est ajouté par la suite, en parfaite cohérence avec les deux premiers malgré la différence de niveau du terrain.
La façade côté rue est fermée pour garder une intimité, par contre la façade arrière s’ouvre généreusement vers le jardin.

#### Maison Colson 1963
Le père de madame Colson est le directeur d'Ytong. Henri Debras ainsi que Greisch voient une opportunité de travailler ce nouveau matériau.
La maison est plus sous les influences de groupe EGAU et se différencie en ce sens des autres projets de Debras.
Le terrain est un ancien champ de culture de betteraves. Il est donc assez plat ce qui est rare dans la plupart de ses projets.
Le parti architectural est dicté, entre autres, par le fait de devoir accueillir une grande famille de six enfants. La maison se doit donc d’être simple et la plus fonctionnelle possible. La première chose qui est décidée est la disposition des rangements. Les pièces s’articulent donc de part et d’autre d’une ligne de rangements. Au sud se trouvent les espaces de jour, la salle à manger et la salle de jeu. Au nord, il y a les locaux de services. À l’étage se trouvent les chambres.
Le système constructif reflète les recherches sur le bloc Ytong.

#### Maison Goffin 1964
Monsieur Goffin est un ami d’un collaborateur d’Yvan Blomme. Il fait appel à Henri Debras pour lui construire une maison avec des éléments préfabriqués. Cependant Debras ne les accepte pas à cause du coût et de la complexité de la mise en œuvre.
La maison est un volume compact et cubique. L’implantation découle de l’intention de vouloir une maison à trois façades. Elle se place donc accolée à une limite de la parcelle et la longueur de la façade fait huit mètres au lieu de onze.
La maison est composée de trois étages. Sur le mur mitoyen se développent les escaliers. Au niveau de la rue, il y a l’entrée, le garage, le bureau et les locaux techniques. Au premier étage se trouve un espace fluide pour les pièces de vie. Au deuxième étage, les chambres et les espaces individuels prennent place.
La façade face à la rue ne laisse pas voir l’intérieur de la maison pour plus d’intimité par contre la façade arrière s’ouvre sur la vue et le jardin.

#### Maison Vandereyt 1965
Les époux Vandereyt veulent un terrain avec une vue exceptionnelle. Ils l’ont trouvé rue du Hercot. Ce couple demande à Henri Debras d’imaginer leur maison pour eux et leurs deux enfants.
La parcelle a quelques contraintes : une forte déclivité, l’orientation et une hauteur limitée.
La volumétrie se glisse dans le terrain. Les deux premiers étages sont enterrés sur trois côtés et le troisième sort de terre.
Au rez-de-chaussée se développent le garage, le bureau et un hall d’entrée. Le deuxième étage comprend une circulation centrale qui distribue les chambres, ainsi que la salle de bain. Le bel-étage est composé de la salle à manger, du séjour, de la cuisine et d’une bibliothèque.
On ressent une uniformité dans les espaces qui est affirmée par le choix des matériaux.
La forte pente rend le terrain et donc le jardin impraticable. Il a donc créé une terrasse avec le toit de l’étage du bas pour pouvoir quand-même profiter de la vue et de la nature.

#### Maison Henrijean 1967
Il y a trois volumes : le principale pour l’habitation, le second pour le garage et Le troisième permet la liaison des deux autres avec le hall d’entrée.
Monsieur Henrijean vit avec son épouse mais ils veulent des chambres supplémentaires pour les invités.
Le volume reste compact, il est divisé par deux murs de refend pour compartimenter l’habitation de façon fonctionnelle. Les espaces de vie intimes sont séparés des vies communes. Le séjour est accompagné d’un escalier qui mène au balcon qui, lui-même, donne accès aux chambres d’amis.
L’aspect extérieur contraste avec celui de l’intérieur. Par contre l’homogénéité des matériaux apporte une cohérence à l’ensemble.

#### Maison Mardaga 1976-1977
Le fils des Mardaga et son épouse veulent construire une maison. Le choix se porte naturellement sur Debras. Cette maison est au centre du terrain et se déploie en trois volumes à double toiture. Ces volumes se disposent en quinconce et de manière orthogonale. Un chemin sinueux et plein de végétation conduit à la maison que l’on aperçoit en fin de parcours.
Le volume principal se voit être en avant pour montrer l’entrée. Il est vécu comme une grande pièce organisée de chaque côté de la cheminée avec le séjour et la salle à manger qui s’ouvrent sur le jardin.
Dans le prolongement de la salle à manger vient un autre volume où se trouve la cuisine également orientée vers le jardin. De l’autre côté, en prolongement du séjour cette fois, vient le troisième volume. Il accueille les chambres et la pièce d’eau. Au centre se dessine une terrasse dont chaque partie y a un accès direct.
À l’intérieur, on sent une hiérarchisation des espaces. À l’extérieur, les trois volumes forment un ensemble tout à fait homogène grâce la continuité des matériaux utilisés.

### Restauration majeure

#### Église Saint-Barthélemy
Elle est fondée en 1010 par le prévôt de la cathédrale Saint-Lambert nommé Godescale et consacrée en 1015. L’église est très abîmée à cause du temps. Une rénovation est décidée en 1982. Henri Debras est choisi pour la rénovation de l’avant-corps de style roman.
Le bâtiment est classé comme patrimoine exceptionnel de Wallonie en 1996.
De 1998 à 1999, débute la première partie de la rénovation avec Henri Debras en collaboration avec Paul Hautecler.
En 1999, le projet de rénovation totale de l'édifice est entrepris pour une durée initialement prévue de 5 ans. Cependant des découvertes archéologiques oblige les deux architectes à revoir le programme de la rénovation afin de préserver les découvertes. Ceci allonge bien évidemment la durée des travaux. A la retraite de Henri Debras, c’est Paul Hautecler qui reprend l'entreprise. Il est fortement inspiré des restaurations allemandes,.